# آل حنيش (السليل)
آل حنيش، هي قرية من فئة (أ) تقع في محافظة السليل، والتابعة لمنطقة الرياض في السعودية. وتبعد آل حنيش عن محافظة السليل بمسافة تقارب () كم.